# Giacomo Puccini
Giacomo Puccini (Lucca, 22 de dezembro de 1858 – Bruxelas, 29 de novembro de 1924) foi um compositor de óperas italiano. Suas óperas estão entre as mais interpretadas atualmente, entre essas estão La bohème, Tosca, Madama Butterfly e Turandot. Algumas das árias das suas óperas, como "O Mio Babbino Caro" de Gianni Schicchi, "Che gelida manina" de La Bohème e "Nessun dorma" de Turandot tornaram-se parte da cultura popular.
Descrito pela Encyclopædia Britannica como "um dos maiores expoentes das óperas realistas", ele é lembrado como um dos últimos maiores compositores operísticos italianos. Seu repertório é essencialmente feito pelo verismo, ou pela tradição operística e estilo literário pós-românticos. Enquanto seu trabalho é essencialmente baseado nas óperas italianas tradicionais do fim do século XIX, sua música mostra algumas influências dos compositores contemporâneos e do movimento impressionista e de Igor Stravinsky. Os temas mais comuns em suas óperas incluem um fim trágico, heroínas e o amor.

## Biografia

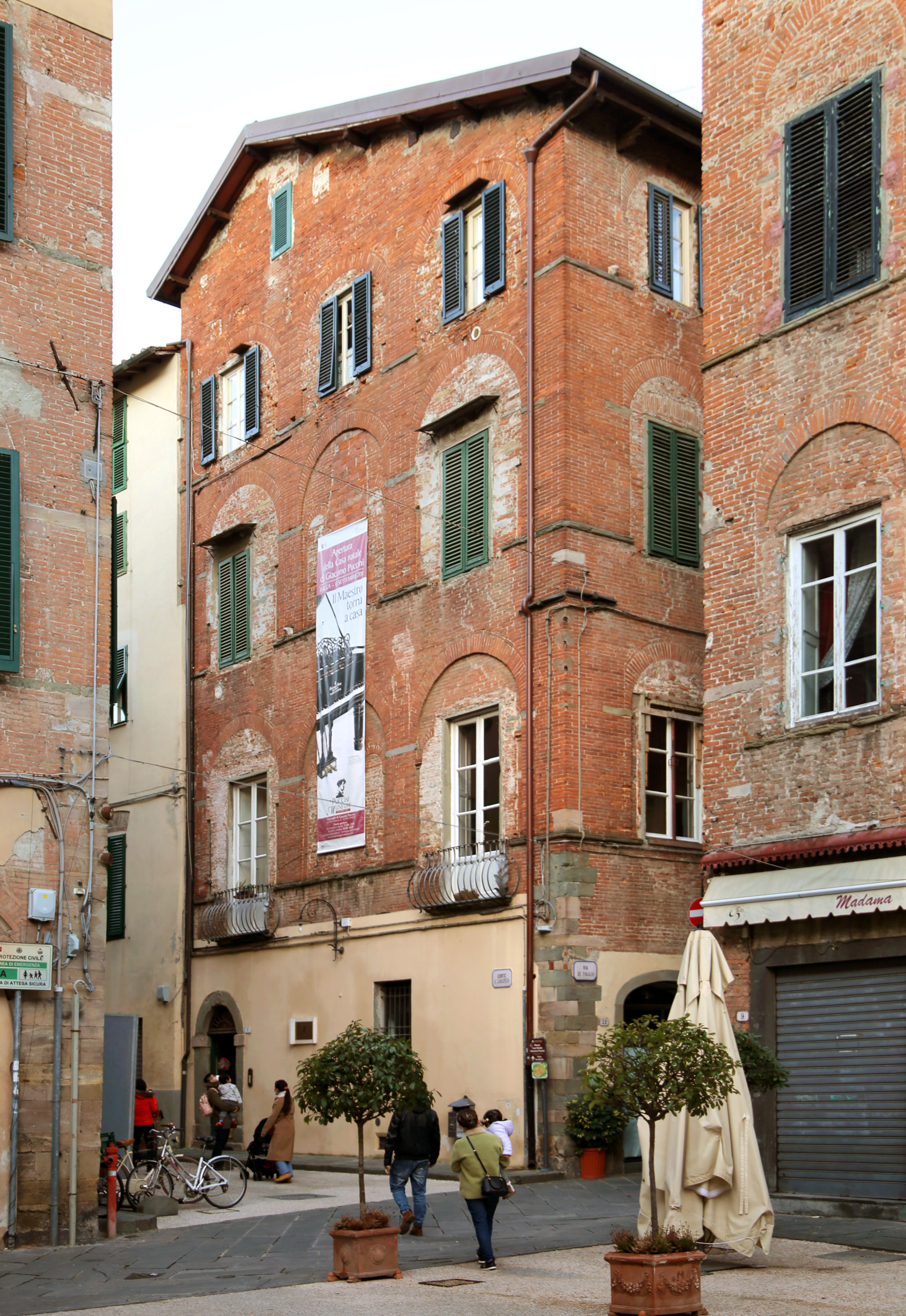
Local de nascimento de Puccini, em Lucca, retratado em 1984.

Giacomo Antonio Domenico Michele Secondo Maria Puccini nasceu na cidade de Lucca na Toscana, em uma família de cinco gerações de história de música, incluindo o seu familiar Domenico Puccini. Seu pai, Michele Puccini, morreu quando Giacomo tinha apenas cinco anos de idade e ele foi enviado para estudar com seu tio materno Fortunato Magi, que o considerou como um estudante pobre e indisciplinado. Magi sempre prejudicava seu sobrinho no seu contrato como maestro do coral de Lucca, pois Puccini iria substituir seu tio quando tivesse idade. Puccini nunca assumiu o lugar de seu tio como organista da igreja e maestro do coral de Lucca. Quando ele tinha dezessete anos ele assistiu uma apresentação da ópera Aida de Giuseppe Verdi e viu-se inspirado em compor óperas. Ele e seu irmão, Michele, caminharam 30 km para assistir a apresentação em Pisa.
Em 1880, com a ajuda de um familiar e uma doação, Puccini ingressou no Conservatório de Milão para estudar composição com Stefano Ronchetti-Monteviti, Amilcare Ponchielli e Antonio Bazzini. No mesmo ano, aos 21 anos, ele compôs a Messa, que marcou a grande associação de sua família com a música sacra. Apesar do título da obra se referir a uma Missa Ordinária Católica, atualmente o trabalho é popularmente conhecido como Messa di Gloria, um nome que tecnicamente refere-se apenas a duas orações da missa: o Krypton e o Gloria, enquanto omite o Credo, o Sanctus e o Agnus Dei.
O trabalho antecipa a carreira de Puccini como um compositor de óperas, mostrando na Messa vislumbres do poder dramático que ele viria a trazer aos palcos; as poderosas "árias" para tenor e baixo são certamente mais operísticas que as músicas normalmente vistas nas igrejas e a orquestração e o poder dramático compara a sua Messa com o Requiem de Verdi.
Enquanto estudava no Conservatório, Puccini obteve um libretto de Ferdinando Fontana e entrou em uma competição de óperas em um ato, em 1882. Embora não tivesse vencido, Le Villi foi encenada no Teatro Dal Verme em 1884 e chamou a atenção de Giulio Ricordi, chefe da G. Ricordi & Co., que pediu ao compositor que compusesse sua segunda ópera, Edgar em 1889. Edgar falou: tinha uma péssima história com um pobre libretto de Fontana. Este pode ter tido um efeito sobre os pensamentos de Puccini, pois quando ele começou a compor sua terceira ópera, Manon Lescaut, ele anunciou que seria escrita com um próprio libretto e não "de um tolo libretista". Ricordi persuadiu Puccini a aceitar Ruggiero Leoncavallo como seu libretista, mas Puccini pediu para Ricordi removê-lo do projeto. Quatro outros libretistas foram envolvidos com a ópera, pelo fato de Giacomo mudar de ideia constantemente sobre a estrutura da ópera. Foi quase que por acaso que no final do segundo ato, Luigi Illica e Giuseppe Giacosa, reuniram-se para completar a ópera. Eles permaneceram juntos com Puccini nas três seguintes óperas do compositor e provavelmente, nos maiores sucessos deles: La bohème, Tosca e Madama Butterfly.
Pode ter sido o fracasso de Edgar que fez Puccini mudar tantas vezes de ideia, Edgar quase lhe custou a carreira. Puccini se envolveu com a casada Elvira Gemignani e os associados de Ricordi fizeram vistas grossas ao seu estilo de vida, desde que ele fosse bem sucedido. Quando Edgar foi um fracasso, sugeriram a Ricordi que deveriam tirar Puccini, mas Ricordi disse que ele permaneceria com Puccini e pagou ao compositor com seu próprio dinheiro até sua ópera seguinte. Manon Lescaut foi um grande sucesso e Puccini tornou-se o líder operístico da época.

## Puccini na Torre del Lago
A partir de 1891, Puccini passou a maior parte do seu tempo em Torre del Lago, uma pequena comunidade a quinze milhas de Lucca, situada entre o mar Lígure e o lago Massaciuccoli, ao sul de Viareggio. Enquanto alugava uma casa lá, ele passava seu tempo caçando, mas regularmente visitava Lucca.
Em 1900 ele adquiriu uma propriedade e construiu uma vila no lago, atualmente conhecida como "Villa Museo Puccini". Ele viveu lá até 1921, quando a poluição produzida por uma turfa forçou sua mudança para Viareggio, poucos quilômetros ao norte. Após sua morte, um mausoléu foi criado na Villa Puccini e o compositor foi enterrado na capela, ao lado de sua esposa e filho, que morreram depois.

### Óperas escritas na Torre del Lago

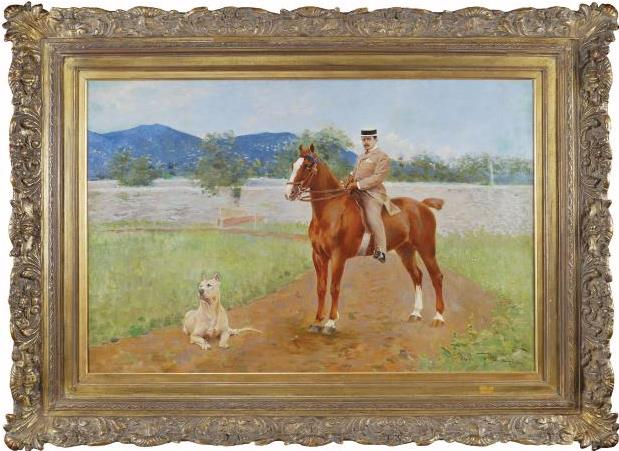
Aleardo Villa (1865 - 1906), Retrato de Giacomo Puccini, óleo sobre tela, colecção privada.

- Aleardo Villa (1865 - 1906), Retrato de Giacomo Puccini, óleo sobre tela, colecção privada.Manon Lescaut (1893), sua terceira ópera, foi seu primeiro grande sucesso. Foi o início de sua memorável relação com os libretistas Luigi Illica e Giuseppe Giacosa, que colaboraram com ele em suas três óperas seguintes, que tornaram-se suas três óperas de maior sucesso e mais interpretadas. São elas:
- La Bohème (1896), é considerada um dos melhores trabalhos como também uma das óperas mais românticas já compostas. Junto com Tosca, é uma das óperas mais populares da história.
- Tosca (1900), foi sem dúvida a primeira ópera de Puccini ingressando no verismo, uma representação realista de fatos da vida real, incluindo violência. A obra foi considerada de maior importância na história da ópera, por causa de muitas características significativas.
- Madama Butterfly (1904), foi inicialmente recebida com hostilidade (organizada pelos seus rivais) mas após alguns melhoramentos tornou-se outro grande sucesso.

Após 1904, composições foram menos frequentes. Seguindo sua paixão por carros potentes, Puccini envolveu-se em um acidente em 1903. Em 1906 Giuseppe Giacosa morreu e em 1909 houve um grande escândalo, pois a esposa de Puccini, Elvira Bonturi, acusou falsamente Puccini de ter tido um caso com sua empregada, Doria Manfredi. A empregada cometeu suicídio logo depois da acusação. Elvira foi processada pelos Manfredi e Puccini teve que pagar uma indenização em dinheiro. Finalmente em 1912 a morte de Giulio Ricordi, editor de Puccini, terminou o período produtivo de sua carreira.
Entretanto, Puccini completou La fanciulla del West em 1910 e finalmente a partitura de La rondine em 1916. Em 1918, Il trittico foi apresentada em Nova Iorque. Tratava-se de uma ópera em três atos: um episódio horroroso (Il tabarro), no estilo parisiense Grand Guignol, uma tragédia sentimental (Suor Angelica) e uma comédia (Gianni Schicchi). Das três, Gianni Schicchi é a parte mais popular, tendo uma ária conhecida popularmente: "O mio babbino caro".

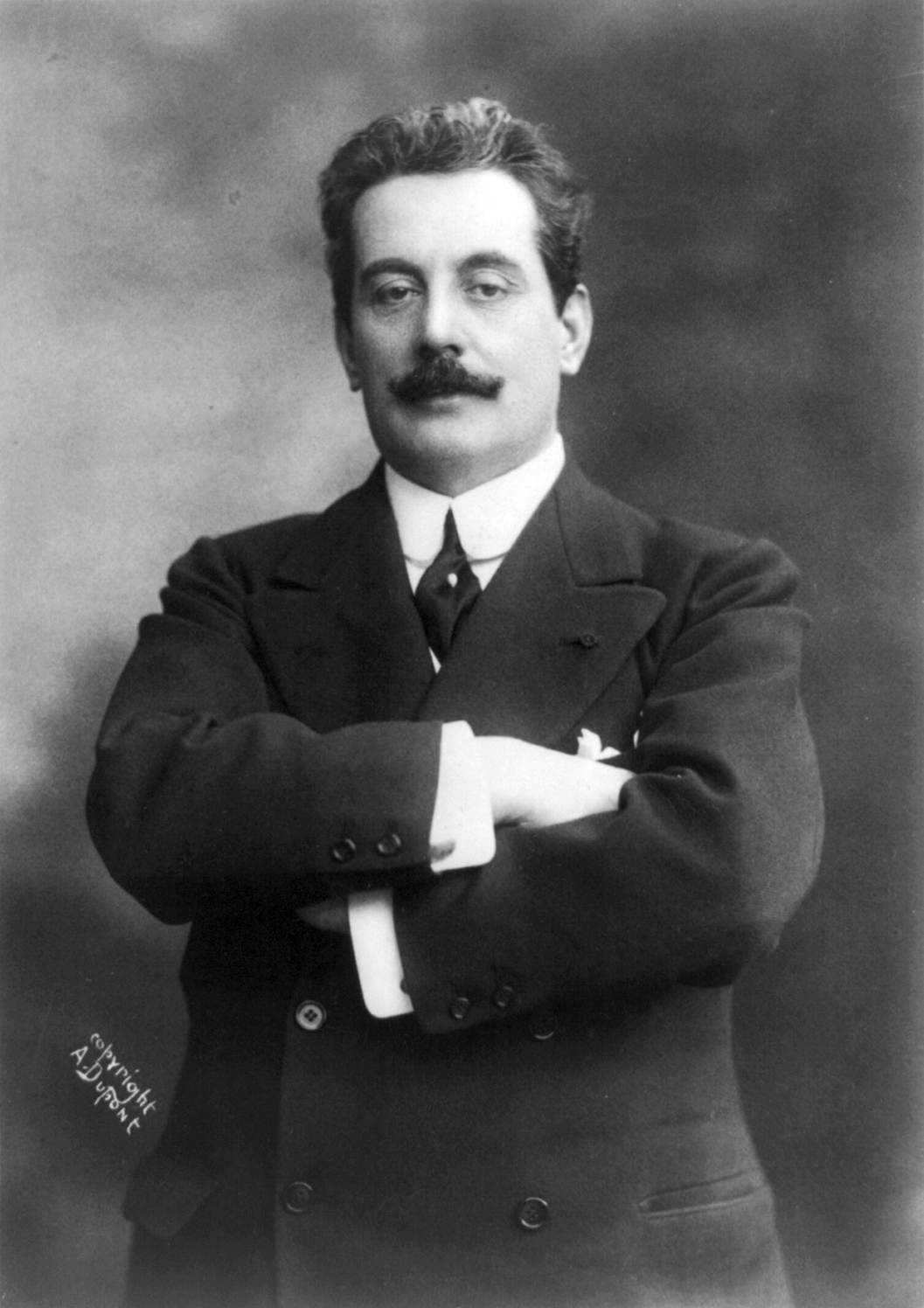
O compositor Giacomo Puccini, em um estúdio de fotos. Fotografia em preto e branco.

## Últimos anos
Um fumante inveterado de charutos e cigarros de Toscano, Puccini começou a se queixar de dor de garganta crônica no final de 1923. Um diagnóstico de câncer de garganta levou os médicos a recomendar um tratamento novo e experimental: radioterapia, que estava sendo oferecido em Bruxelas. Puccini e sua esposa nunca souberam o quão sério era o câncer, sendo que a notícia só foi revelada ao filho do compositor.
Puccini morreu dia 29 de novembro de 1924, por complicações no tratamento: uma hemorragia descontrolada levou-o a um ataque cardíaco, apenas um dia após a sua cirurgia. Notícias sobre sua morte chegaram a Roma durante uma performance de La bohème. A ópera foi imediatamente interrompida e a orquestra tocou a Marcha Fúnebre de Frédéric Chopin. Ele foi enterrado em Milão, no jazigo da família Toscanini, temporariamente. Em 1926 seu filho transferiu o corpo do pai para a capela recém terminada na Torre del Lago.
Turandot, sua última ópera, foi deixada inacabada e as duas últimas cenas foram completadas por Franco Alfano, baseada nos escritos do compositor.
Quando Arturo Toscanini conduziu a performance de estreia, em abril de 1926 (na frente de um teatro lotado e com a presença de Benito Mussolini), ele decidiu não interpretar a parte de Alfano. A performance foi parada na parte em que Puccini compôs. O maestro virou para o público e disse: "Aqui a ópera terminou, porque nesse ponto o maestro morreu". (Alguns dizem que ele foi mais poético e disse: Aqui o maestro pousou a sua caneta). Alguns jornalistas interpretaram a atitude de Toscanini como um gesto de desaprovação da contribuição de Alfano. Em 2009, William Hartson, no Daily Express disse a seus leitores com grande autoridade que "Toscanini nunca conduziu Turandot novamente". De fato, ele a conduziu novamente nas duas noites seguintes, inclusive a parte de Alfano, em um total de três apresentações.
Em 2002, um novo final oficial foi composto por Luciano Berio, a partir dos rascunhos originais, mas essa versão é raramente interpretada.

## Política
Ao contrário de Richard Wagner e Giuseppe Verdi, Puccini não parecia ser ativo na política de sua época. No entanto, Mussolini, ditador fascista da Itália na época, alegou que Puccini havia pedido para ser admitido no Partido Nacional Fascista. Embora tenha sido comprovado que Puccini estava de fato entre os primeiros apoiadores do partido fascista na época da campanha eleitoral de 1919 (na qual os candidatos fascistas foram completamente derrotados e ficaram furiosos, ganhando parcos 4 mil votos), não parece haver nenhum registro ou prova de qualquer dedicação de Puccini ao partido. Além disso, caso Puccini tivesse sido um fascista ativo, seu grande amigo Toscanini (um antifascista radical) provavelmente teria cortado todas as ligações de amizade com ele e deixado de reger suas óperas.
Não obstante, a propaganda fascista se apropriou da figura de Puccini e uma das marchas mais difundidas durante as paradas de rua e cerimônias públicas fascistas era o "Inno a Roma" (Hino a Roma), composto em 1919 por Puccini para a letra de Fausto Salvatori, com base nestes versos de Carmen saeculare de Horácio:
Alme Sol, curru nitido diem qui / Promis et celas alius que et idem / Nasceris, possis nihil urbe Roma / Visere maius. (O Sol, que não muda, mas sempre novo, / Rege todo o dia e vai para casa, / Nada pode estar presente para tu vires / Superior a Roma!)

## Estilo
Puccini claramente ocupou um lugar na tradição popular de Verdi, seu estilo de orquestração mostrava a forte influência de Wagner, com ligações específicas de timbres orquestrais para diferentes momentos dramáticos. A música de Puccini era baseada nas tradicionais melodias diatônicas das óperas italianas da época, influências podem ser ouvidas em músicas de Igor Stravinsky e no Impressionismo. Ele foi descrito pela Encyclopædia Britannica como "Um artista típico de fim de século".

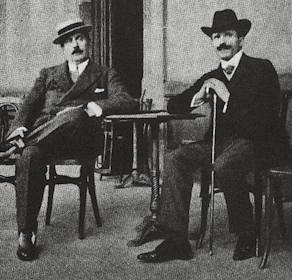
Giacomo Puccini com o maestro e amigo Arturo Toscanini.

As estruturas dos trabalhos de Puccini são também notáveis. Embora seja, de certa forma, possível dividir suas óperas em árias ou números (como as de Verdi), suas partituras são geralmente compostas apresentando um forte sentido de fluxo contínuo e conectividade, talvez sendo esse outro sinal da influência de Wagner. Como o alemão, Puccini usou leitmotive para conotar as características e sentimentos. Isso é mais aparente em Tosca, onde os três acordes que iniciam a ópera são usados em toda obra para anunciar Scarpia; o descendente motivo dos metais está ligado ao regime repressivo que governou Roma no cenário da ópera e mais claramente a Angelotti, uma das vítimas do regime; o arpejo da harpa que figura a aparição da entrada de Tosca e a ária Vissi d'arte simbolizando o fervor religioso de Tosca; o clarinete ascendente-descendente indica o sofrimento de Mario por ser condenado e pelo seu amor por tosca. Ao contrário de Wagner, os motivos de Puccini são, em alguns casos, estáticos, eles têm a intenção de direcionar a atenção do público a uma ideia particular. No entanto, ao longo de suas óperas, por exemplo o amor em La bohème, as melodias desenvolvem-se para sinalizar uma mudança de personagem.
Outra qualidade distintiva nas obras de Puccini é o uso da voz no estilo da fala, ou seja, canto parlando; personagens cantam frases curtas, um após o outro, como se estivessem em uma conversa. Puccini é também celebrado por seu dom melódico e muitas de suas melodias são memoráveis e populares. As suas mais simples melodias são compostas de sequências de escala, por exemplo, Quando me'n vo (Valsa de Musetta) de La bohème e E lucevan le stelle de Tosca.
As óperas de Puccini incluem vários temas, um dos mais comuns são as heroínas "dedicadas de corpo e alma ao seus amantes"  frequentemente com um fim trágico. Exemplos de mulheres  heroínas que morreram em suas óperas incluem Cio-Ci San em Madama Butterfly, Mimi em La Bohème e Tosca. De acordo com a Encyclopædia Britannica:  Puccini "combina compaixão e piedade por suas heroínas com um forte traço de sadismo". Além disso, diferentemente das óperas escritas por compositores italianos até aquela época, várias obras de Puccini se passam fora da Itália, como no Japão, na região de mineração de ouro na Califórnia, em Paris, na Riviera e na China.

## Música
Embora Puccini seja conhecido por suas óperas, ele também escreveu algumas peças orquestrais, música sacra, música de câmara e canções para voz e piano.

### Óperas
- Le Villi, libretto de Ferdinando Fontana (em um ato - estreada no Teatro dal Verme, 31 de maio de 1884)
- segunda versão (em dois atos - estreada no Teatro Regio di Torino, 26 de dezembro de 1884)
- terceira versão (em dois atos - estreada no Teatro alla Scala, 24 de janeiro de 1885)
- quarta versão (em dois atos - estreada no Teatro dal Verme, 7 de novembro de 1889)
- Edgar, libretto de Ferdinando Fontana (em quatro atos - estreada no Teatro alla Scala, 21 de abril de 1889)
- segunda versão (em quatro atos - estreada no Teatro del Giglio, 5 de setembro de 1891)
- terceira versão (em três atos - estreada no Teatro Comunale, 28 de janeiro de 1892)
- quarta versão (em três atos - estreada no Teatro Opera, 8 de julho de 1905)
- Manon Lescaut, libretto de Luigi Illica, Marco Praga e Domenico Oliva (em quatro atos - estreada no Teatro Regio, 1 de fevereiro de 1893)
- segunda versão (em quatro atos - estreada no Teatro Coccia, 21 de dezembro de 1983)
- La Bohème, libretto de Luigi Illica e Giuseppe Giacosa (em quatro atos - estreada no Teatro Regio, 1 de fevereiro de 1896)
- Tosca, libretto de Luigi Illica e Giuseppe Giacosa (em três atos - estreada no Teatro Costanzi, 14 de janeiro de 1900)
- Madama Butterfly, libretto de Luigi Illica e Giuseppe Giacosa (em dois atos - estreada no Teatro alla Scala, 17 de fevereiro de 1904)
- segunda versão (em três atos - estreada no Teatro Grande di Brescia, 28 de maio de 1904)
- terceira versão (em três atos - estreada no Covent Garden, 10 de julho de 1905)
- quarta versão (em três atos - estreada no Opéra-Comique, 28 de dezembro de 1906)
- quinta versão (em três atos - estreada no Teatro Carcano, 9 de dezembro de 1920)
- La fanciulla del West, libretto de Guelfo Civinini e Carlo Zangarini (em três atos - estreada no Metropolitan Opera House, 10 de dezembro de 1910)
- segunda versão (em três atos - estreada no Teatro alla Scala, 29 de dezembro de 1912)
- La rondine, libretto de Giuseppe Adami (em três atos - estreado na Opéra de Monte-Carlo, 27 de março de 1917)
- segunda versão (em três atos - estreada no Teatro Massimo, 10 de abril de 1920)
- terceira versão (em três atos - estreada no Teatro Verdi, 11 de abril de 1924 e Teatro Regio em 22 de março de 1994)
- Il trittico (estreada no Metropolitan Opera, 14 de dezembro de 1918)
- Il tabarro, libretto de Giuseppe Adami
- Suor Angelica, libretto de Giovacchino Forzano
- Gianni Schicchi, libretto de Giovacchino Forzano
- Turandot, libretto de Renato Simioni e Giuseppe Adami (em três atos - estreada no Teatro alla Scala, 25 de abril de 1926 e Los Angeles Opera em 25 de maio de 2002)

### Outros trabalhos
- A te (1875)
- Preludio para orquestra (1876)
- Plaudite populi (Lucca, 1877)
- Credo (Lucca, 1878)
- Vexilla Regis (1878)
- Missa a Quatro Vozes com Orquestra (Lucca, 1880)
- Adagio in A major (1881)
- Largo Adagetto em F maior (1881–83)
- Salve del ciel Regina (1882)
- Mentìa l’avviso (1882)
- Preludio Sinfônico em A maior (Milão, 1882)
- Fugues (1883)
- Scherzo em D (1883)
- Storiella d’amore (1883)
- Capriccio Sinfonico (Milão, 1883)
- Sole ed amore (1888)
- Crisantemi (1890)
- Minuetto n.1 (1892)
- Minuetto n.2 (1892)
- Minuetto n.3 (1892)
- Piccolo valzer (1894)
- Avanti Urania! (1896)
- Scossa elettrica (1896)
- Inno a Diana (1897)
- E l'uccellino (1899)
- Terra e mare (1902)
- Canto d’anime (1904)
- Requiem (1905)
- Casa mia, casa mia (1908)
- Sogno d'or (1913)
- Pezzo per pianoforte (1916)
- Morire? (1917)
- Inno a Roma (1 June 1919)